# Arterias intercostales
Las arterias intercostales son un grupo de arterias que irrigan la zona que se encuentra entre las costillas, llamada espacio intercostal. Son las siguientes:
- Arteria intercostal suprema - primer y segundo espacios intercostales.
- Ramas intercostales anteriores de la arteria torácica o mamaria interna - cinco o seis espacios intercostales superiores.
- Arterias intercostales posteriores -9 últimas intercostales pared posterior, ramas de la aorta torácica